# Vaduz
Vaduz (AFI: [faˈdʊt͡s] oppure [vaˈduːt͡s], pronuncia italiana moderna: /vaˈdut͡s/; in alemanno Vadoz) è la capitale del principato del Liechtenstein e la sede del Landtag.
La città, ubicata lungo il fiume Reno, ha 5 668 abitanti. Sebbene sia la città del principato più conosciuta a livello internazionale, essa non è la più popolosa, primato nel quale è superata dalla vicina Schaan che è popolata da alcune centinaia di abitanti in più.
È sede degli uffici amministrativi del principato, del parlamento (Landtag) e dal 1939 residenza ufficiale del principe sovrano che attualmente è Giovanni Adamo II di Liechtenstein. La città è inoltre sede dell'Arcidiocesi di Vaduz, creata nel 1997 e l'unica presente nel principato.

## Geografia fisica

### Territorio
La città di Vaduz conta poco più di 5 000 abitanti ed è posta sulla riva destra del Reno. La capitale si estende su una superficie di 17,3 km², ripartita tra un territorio principale e sei exclavi: la parte centrale è composta dalla città di Vaduz propriamente detta e dal villaggio urbano di Ebenholz. Due porzioni di territorio sono delle enclavi del comune di Schaan a nord, altre due sono enclavi del comune di Planken, mentre le altre due sono situate nell'area montuosa a sud-est.
Il territorio principale confina a nord con il comune di Schaan, a est con quello di Triesenberg, a sud con quello di Triesen, a ovest con la Svizzera.

### Clima
Il clima di Vaduz è di tipo continentale oceanico, ma mite. La città riceve abbondanti precipitazioni durante tutto l'anno, ma esse si concentrano in particolare d'estate. Il mese più caldo è luglio, con temperature che toccano al massimo i 25 °C, mentre le temperature più fredde sono attorno ai 14 °C. Il mese più freddo è gennaio, con temperature comprese tra i 3 e i −3 °C.
Nel territorio cittadino è presente una stazione termale.
| Mese                        | Gen  | Feb  | Mar  | Apr  | Mag  | Giu  | Lug  | Ago  | Set  | Ott  | Nov | Dic  | Anno |
| --------------------------- | ---- | ---- | ---- | ---- | ---- | ---- | ---- | ---- | ---- | ---- | --- | ---- | ---- |
| Temperatura max. media (°C) | 4,3  | 5,9  | 11,1 | 15,1 | 19,8 | 22,3 | 24,5 | 23,7 | 19,7 | 15,5 | 8,9 | 5,1  | 14,7 |
| Temperatura min. media (°C) | -2,8 | -1,8 | 1,9  | 4,8  | 9,3  | 12,1 | 14,0 | 13,9 | 10,5 | 6,7  | 1,7 | -1,4 | 5,7  |
| Piogge (mm)                 | 41   | 38   | 57   | 55   | 86   | 115  | 138  | 142  | 102  | 63   | 59  | 52   | 947  |
| Umidità relativa (%)        | 75   | 72   | 67   | 65   | 67   | 71   | 72   | 75   | 77   | 76   | 78  | 77   | 73   |

## Storia

### Dalle origini alla fine dell'epoca moderna
Probabilmente la zona fu abitata in epoca preistorica, viste le numerose vestigia ritrovate in epoche recenti. Durante il periodo romano, l'area di Vaduz era il crocevia delle vie di comunicazione verso le regioni germaniche. In epoca romana Vaduz, che era chiamata Vallis Dulcis, era attraversata dalla via Spluga, strada consolare che collegava Milano con Bregenz passando per il passo dello Spluga. 
Un villaggio denominato Faduzes era già presente nell'area attorno al 1175/1200 e probabilmente tale nome si trova associato al significato di "fossato", o più precisamente "canale", utilizzato per il funzionamento di mulini e segherie, di cui l'area doveva essere particolarmente ricca durante il periodo medievale. Il termine tardolatino avadutg, infatti, significava anche acquedotto.
La città vera e propria si ritiene sia stata fondata attorno al 1322 dai conti di Werdenberg, in quanto in quella data viene per la prima volta citata la presenza di un castello a difesa della regione. Nel secolo successivo fu istituita la contea di Vaduz, che rimase un presidio militare per circa un secolo, permettendo la costruzione di un borgo, l'odierna città Vaduz.
Il castello e la città vennero saccheggiati dagli svizzeri nel 1444-1446 e nuovamente nel 1499, nell'ambito della Guerra sveva. In epoca rinascimentale la località conobbe un vero e proprio impulso, sia architettonico che culturale.

### La costituzione del principato del Liechtenstein

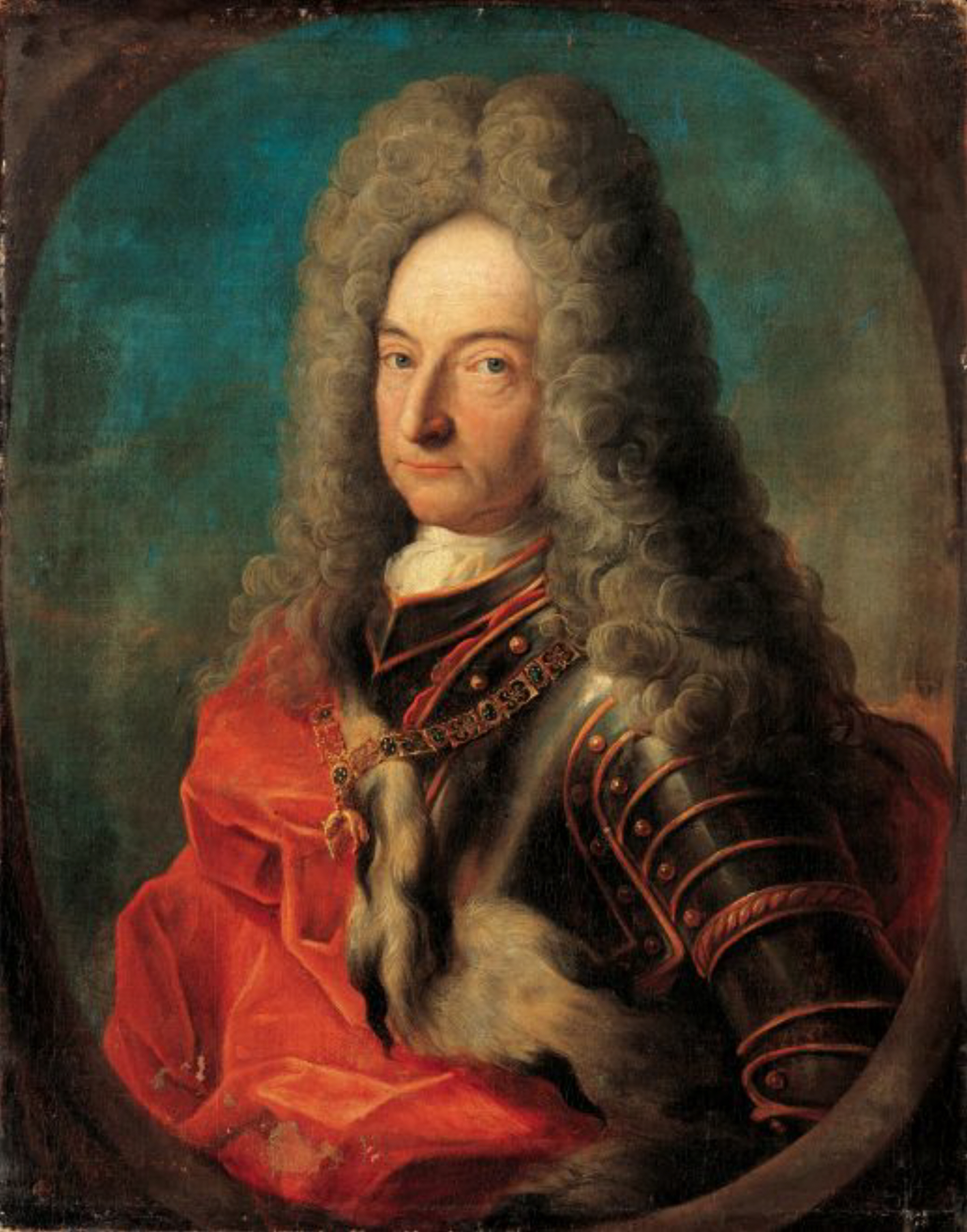
Il principe Antonio Floriano riuscì a fondare il moderno principato nel 1719, ponendovi Vaduz come capitale

La città di Vaduz e la sua contea, unitamente alla signoria di Schellenberg, vennero acquistate rispettivamente nel 1712 e nel 1699 dalla famiglia dei principi di Liechtenstein, i quali riuscirono così a costituire l'attuale Stato e ad ottenere un seggio alla dieta imperiale, il Reichstag. Nel 1719 l'imperatore Carlo VI riconobbe la costituzione del principato, sebbene i principi di Liechtenstein non mettessero piede nel proprio dominio per i successivi 120 anni, preferendo vivere all'estero. Sotto questa sovranità Vaduz acquisì una sempre maggiore importanza, in quanto venne prescelta come capitale dello Stato.
Nel 1806, quando Napoleone Bonaparte fondò la Confederazione del Reno, anche il Liechtenstein venne incluso in questa nuova formazione statale, riuscendo quindi a mantenere de facto la propria indipendenza, riconfermata poi dal Congresso di Vienna del 1815.

### Il trattato con l'Austria
Il Liechtenstein - e quindi anche Vaduz - soffrì a lungo di una profonda recessione a causa della propria posizione isolata e priva di grandi fonti di reddito. Nel 1852 il principe del Liechtenstein ritenne quindi opportuno concludere un trattato doganale con l'Austria, che consentì un rapido recupero delle condizioni economiche della capitale come centro produttivo. L'adozione della costituzione nel 1862 portò poi ad un positivo cambiamento politico, che limitò il campo d'azione dei principi anche in materia di economia dello Stato.
Durante la prima guerra mondiale la popolazione della capitale si impoverì notevolmente a causa dell'alleanza con l'Austria-Ungheria, che perse il conflitto, e per questo il trattato venne ufficialmente sciolto per non peggiorare oltre la posizione del piccolo principato.

### Il trattato con la Svizzera ed il recupero del ruolo di capitale
Dopo lo scioglimento del trattato doganale con l'Austria nel 1919, Vaduz ed il Liechtenstein si avvicinarono sempre più alla Svizzera e nel 1923 venne firmata l'unione doganale, ancora oggi esistente, con la confederazione elvetica. Al termine della seconda guerra mondiale, il principe Francesco Giuseppe II subì l'occupazione del palazzo che la sua famiglia usava da secoli come propria residenza ufficiale (nell'attuale Repubblica Ceca) e pertanto egli venne costretto a trasferirsi a Vaduz, fatto che fece recuperare importanza alla piccola cittadina, che riprese a pieno titolo il ruolo di capitale e sede del sovrano locale.

### Simboli

Vaduz fu dal 1932 la prima città del Liechtenstein ad ottenere dal principe uno stemma comunale, ma la versione attuale è stata adottata a partire dal 1978.
La descrizione araldica dello stemma è la seguente:
La bandiera della città è rossa con una striscia d'argento nella parte superiore.

## Monumenti e luoghi d'interesse

### Architetture religiose

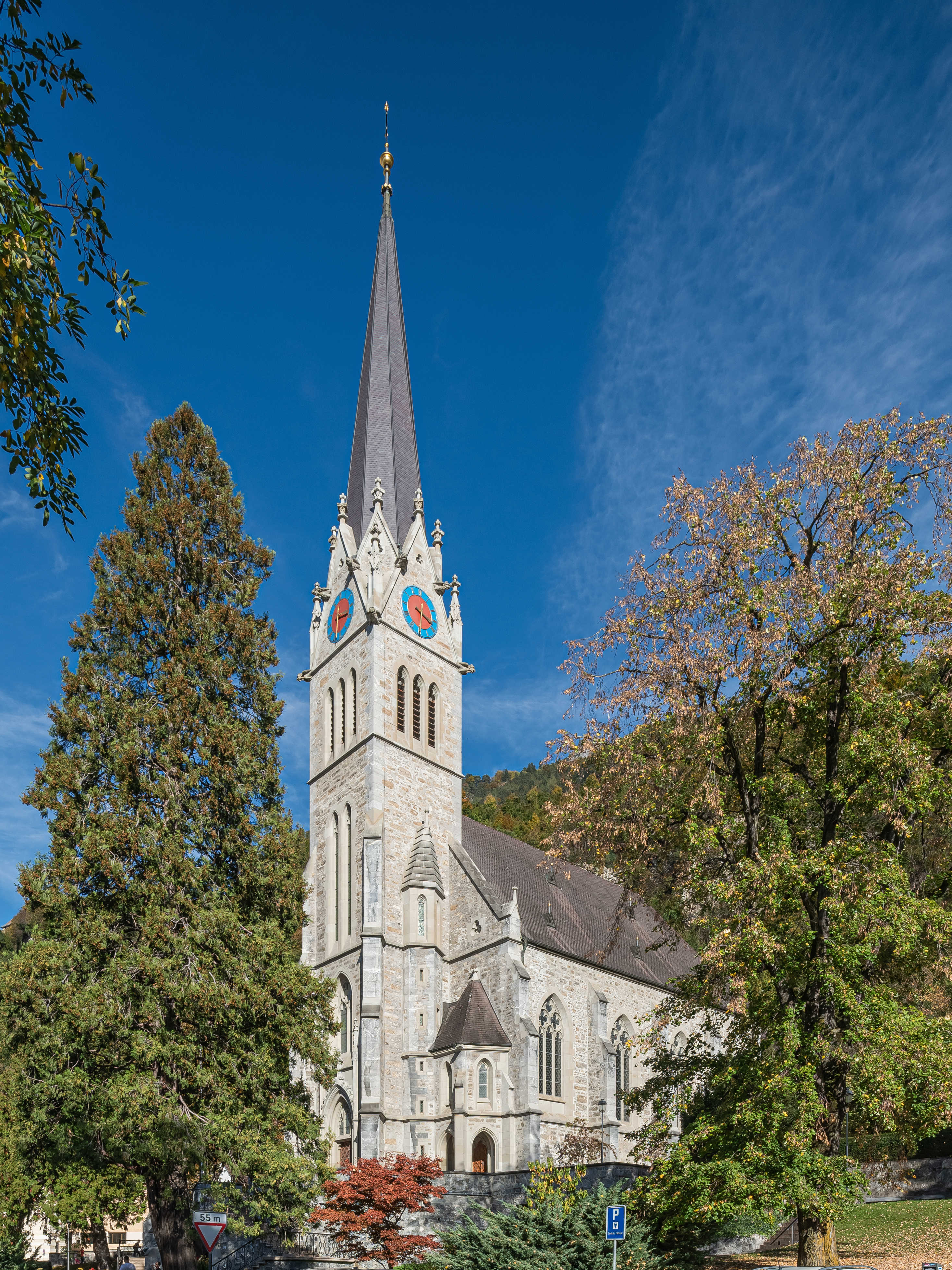
La cattedrale di San Florino a Vaduz

La cattedrale di San Florino è il monumento religioso più importante della capitale e dell'intero principato. Posta al centro dell'abitato, venne costruita in stile neogotico tra il 1868 ed il 1873 col contributo personale del principe Giovanni II del Liechtenstein, sostituendo una precedente cappella dedicata al medesimo santo, i cui ambienti vennero in parte recuperati per la costruzione della sacrestia della nuova chiesa. Annessa alla cattedrale si trova la cripta dei principi dove sono conservati i corpi degli ultimi principi del Liechtenstein. Sino alla seconda guerra mondiale, infatti, i principi del Liechtenstein venivano sepolti a Wranau (attuale Vranov u Brna), ma, quando questi presero residenza stabile a Vaduz nel 1938, iniziarono la costruzione di una nuova serie di sepolcri tra il 1958 ed il 1960. Il primo principe ad esservi sepolto è stato Francesco Giuseppe II nel 1989. Dal 1992 al complesso della cripta è stato aggiunto un elaborato portale in bronzo scolpito che illustra l'episodio evangelico della risurrezione di Lazzaro.
Nel territorio sono presenti altri luoghi di culto, come la cappella di San Giuseppe, costruita tra il 1930 ed il 1931.
A Vaduz è presente la chiesa evangelica del Principato, costruita tra il 1962 ed il 1963, dotata di un coro e di una torre campanaria, nonché di un caratteristico pergamo sopra l'ingresso principale. Le tre campane di questa chiesa vennero derivate dal monastero di Schellenberg, soppresso nel 1880. Altra chiesa evangelica è quella di San Giovanni, progettata nel 1947 e completata nel 1956, dove si trova un prezioso organo del XVIII secolo.

### Architetture civili

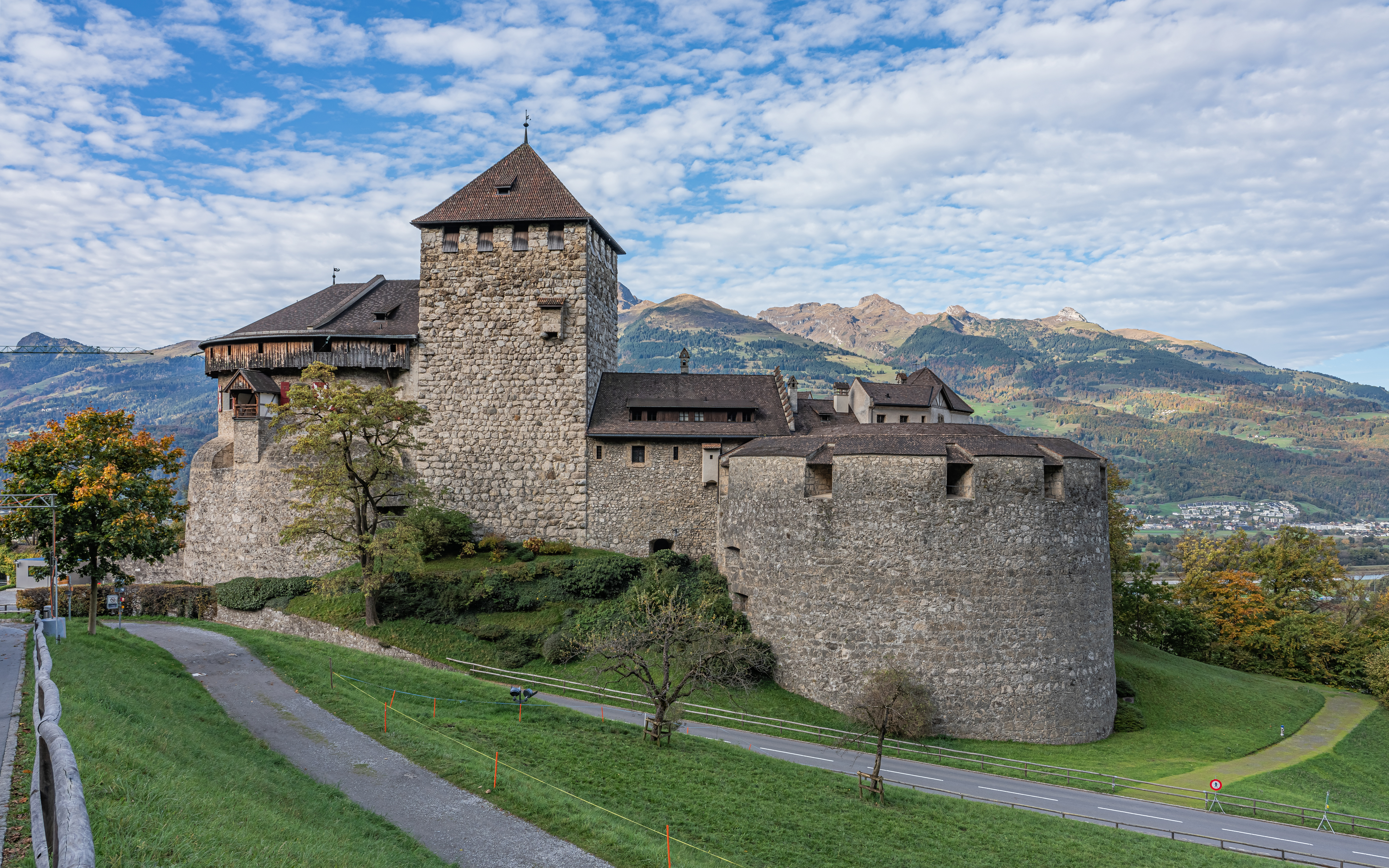
Il castello di Vaduz, attuale residenza dei principi del Liechtenstein

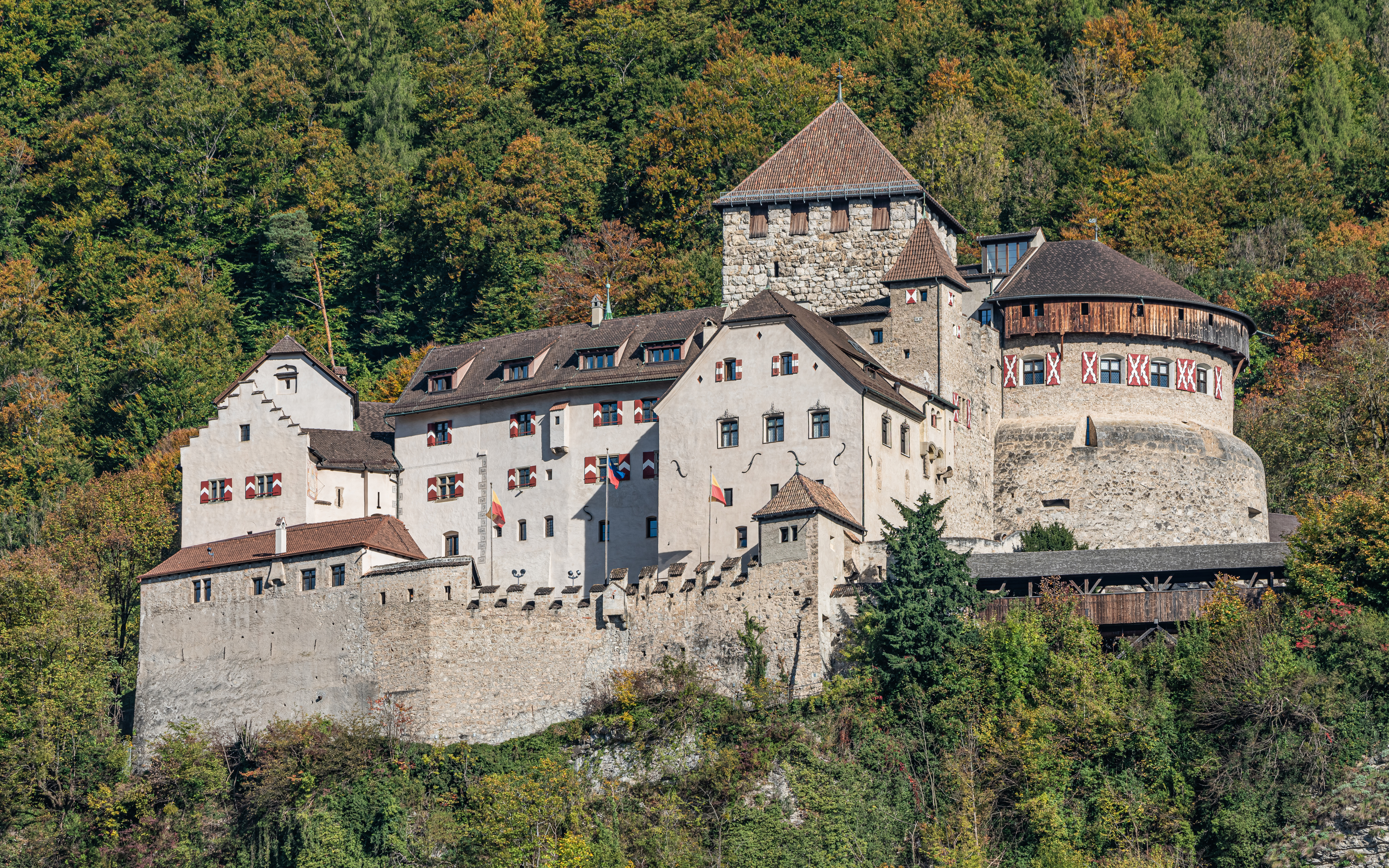
Il castello di Vaduz

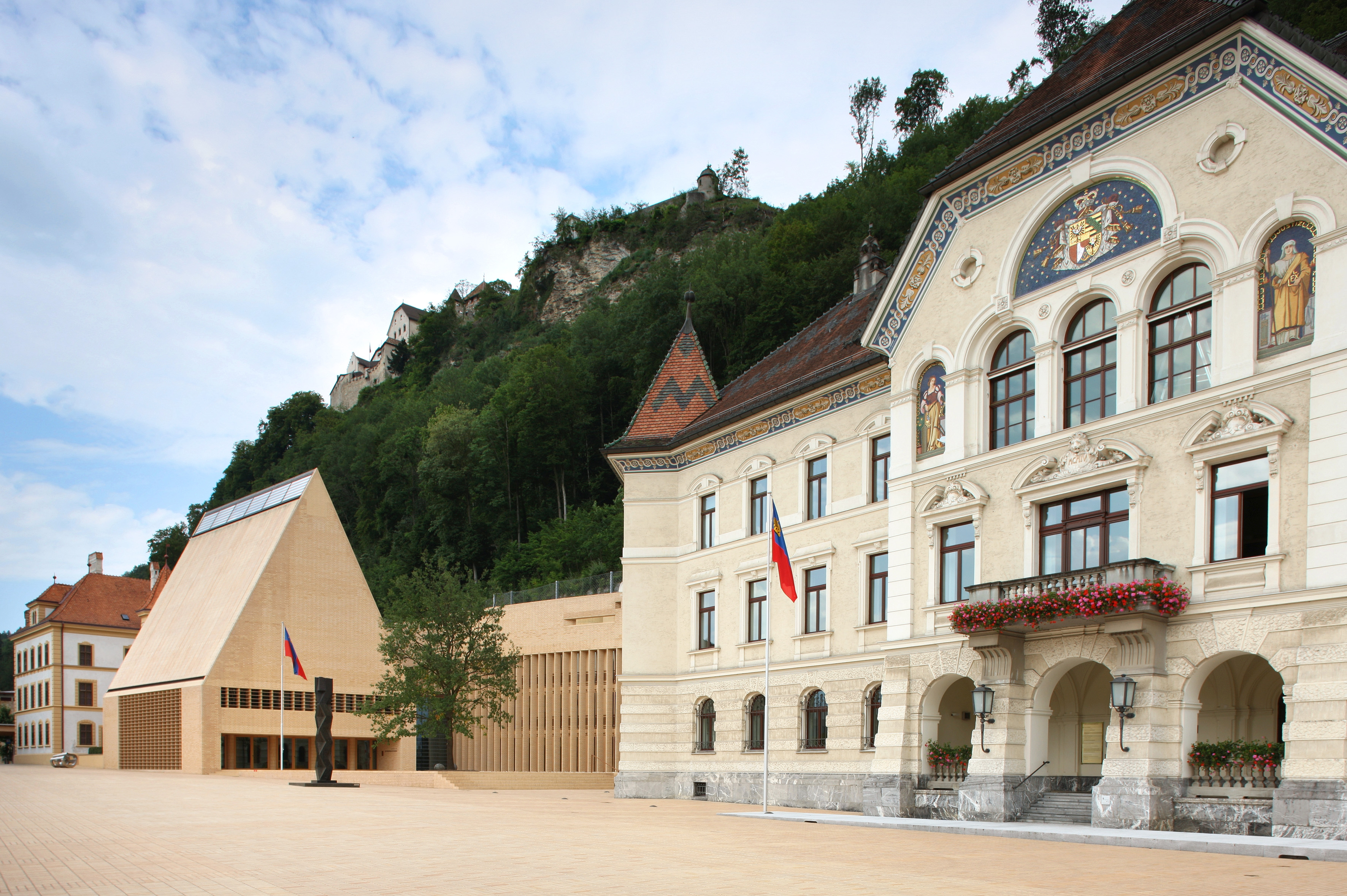
L'antico Palazzo del Governo (a destra) e la nuova sede del Parlamento (a sinistra)

Vaduz possiede un gran numero di architetture civili e strutture governative, alcune delle quali piuttosto antiche, come il castello dei Principi, che risale al XII secolo ed è stato ampliato più volte tra il XVI ed il XIX secolo. Esso venne acquistato dai principi del Liechtenstein nel 1712, ma venne abitato solo di rado, in quanto i sovrani locali preferivano risiedere all'estero. Quando infine il principe Francesco Giuseppe II decise di trasferirsi nel principato nel 1938, prese residenza permanente al castello, facendolo restaurare. Poco distanti dal castello principesco si trovano le rovine del castello medievale di Schalun, costruito nel XII secolo a 850 metri di altezza sulla vallata di Vaduz. Dal 1933 esso è proprietà del comune di Vaduz.
Di notevole importanza storica è artistica è anche la cosiddetta Rotes Haus, un'abitazione risalente all'epoca rinascimentale, contraddistinta da un frontone con tetto a gradoni, fatta erigere dalla famiglia Vaistli e passata dal 1525 al monastero di San Giovanni nella valle del Thur.
Uno degli edifici di maggior rilievo per le istituzioni del principato è indubbiamente il Palazzo del Governo del Liechtenstein. Costruito tra il 1903 ed il 1905 in stile neo-barocco, ospitò il parlamento sino al 2008 quando venne realizzata la nuova sede, ma fu storicamente il primo edificio del principato a venire dotato di un sistema di riscaldamento centralizzato. L'attuale palazzo del parlamento, aperto nel 2008 dopo sette anni di lavori, è la sede del Landtag del Liechtenstein. L'opera, costata 42,2 milioni di franchi, è stata realizzata con 600 tonnellate di acciaio, 5 800 metri cubi di calcestruzzo ed oltre un milione di mattoni clinker.
Poco distante si trova il municipio della città di Vaduz, costruito tra il 1932 ed il 1933. Presenta un grande balcone sulla facciata sud, sulla cui parete campeggia un affresco raffigurante sant'Urbano, patrono dei viticoltori.
Altro edificio molto noto nella capitale è Casa Rheinberger, un antico edificio costruito tra il 1550 ed il 1613, noto soprattutto per aver dato i natali nel 1839 al compositore Josef Gabriel Rheinberger, che lasciò questa abitazione a dodici anni per trasferirsi a Monaco di Baviera per studiare musica presso il conservatorio locale, passandovi gran parte della propria vita.

### Ponti

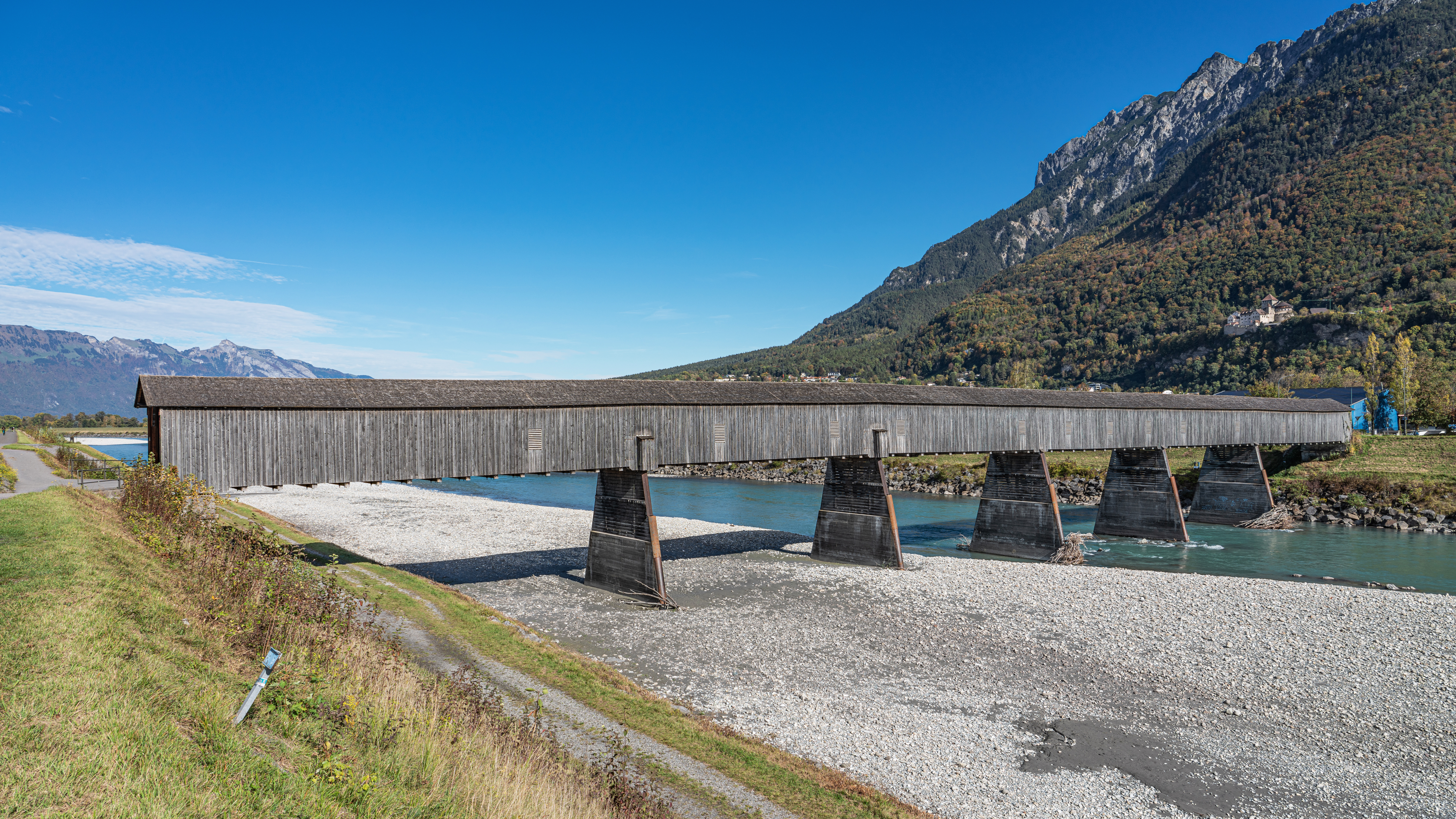
Il vecchio ponte di legno sul Reno

Il "vecchio ponte sul Reno" venne costruito nel 1901 ed è un caratteristico passaggio coperto in legno lungo 135 metri sul fiume Reno che unisce Vaduz con la città svizzera di Sevelen. Tutti gli altri ponti che attraversano il Reno nell'area sono stati sostituiti nel tempo da ponti in cemento a causa di inondazioni o incendi, mentre questo è rimasto a testimonianza degli antichi ponti costruiti nell'area col legname tratto dalle segherie locali e con l'uso di piloni in pietra. Su di esso oggi è vietata la circolazione di automobili e motocicli. È stato restaurato nel 2009-2010.

## Società

### Evoluzione demografica
Abitanti censiti

### Religione
La maggioranza degli abitanti di Vaduz è di religione cattolica romana, con una percentuale del 76% nel 2014. Nel 1873, al completamento della nuova chiesa locale, Vaduz venne proclamata parrocchia, venendo distaccata dalla chiesa madre di Schaan, più antica per fondazione, che sino a quel momento aveva avuto la funzione di principale luogo di culto dello Stato.
Fino al 1997 il Liechtenstein faceva parte della diocesi di Coira. Il 2 dicembre 1997, però, papa Giovanni Paolo II istituì l'arcidiocesi di Vaduz, che venne quindi derivata dal territorio dell'arcidiocesi di Coira. Contemporaneamente, con l'istituzione dell'arcidiocesi di Vaduz, la chiesa parrocchiale di Saint Florin venne elevata al rango di cattedrale.

## Cultura

### Istruzione
A Vaduz ha sede l'unico ateneo dello Stato, l'Università del Liechtenstein, fondato nel 1961. Sono inoltre presenti 4 asili e 2 scuole primarie.

### Musei

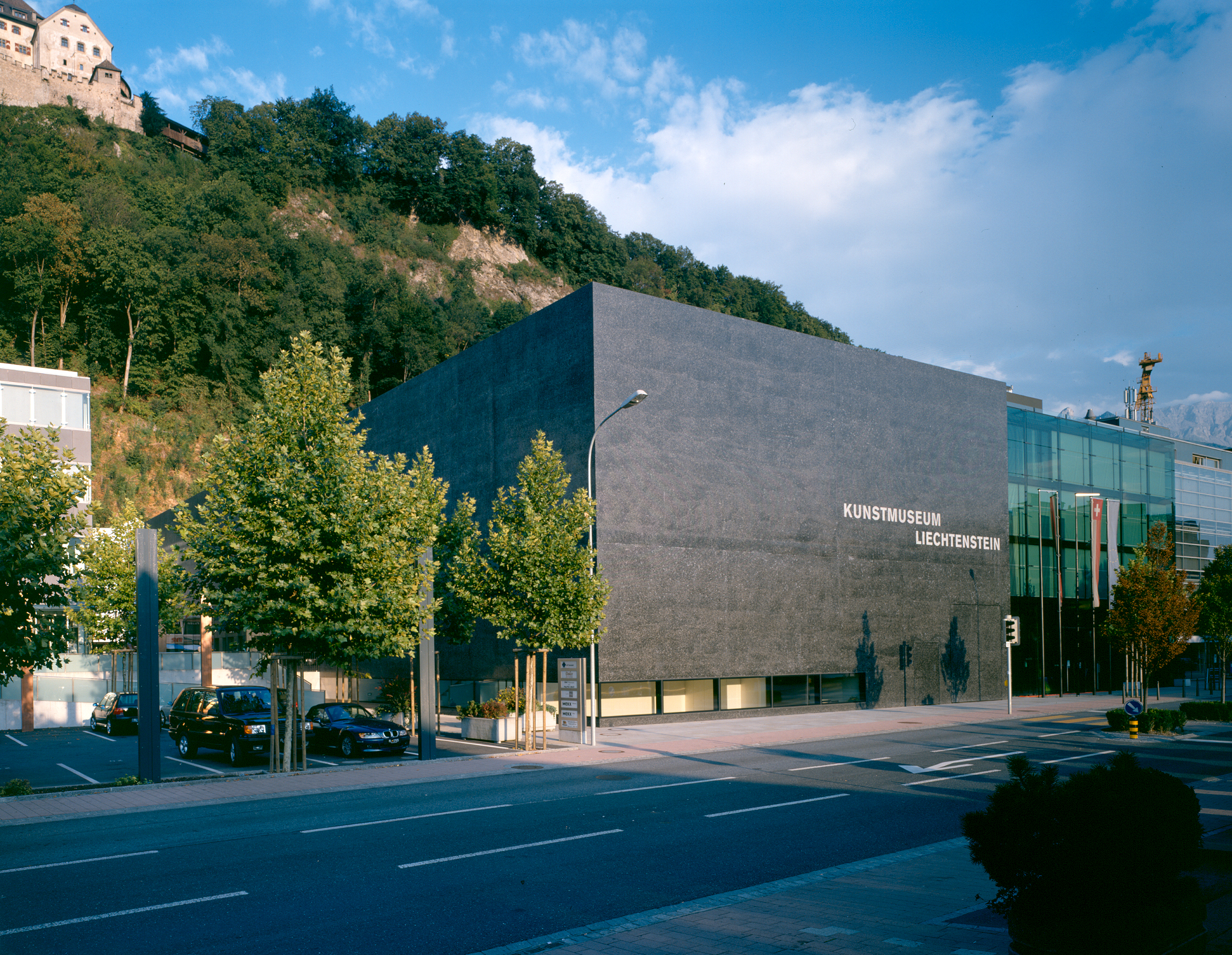
Il Kunstmuseum Liechtenstein

La Galleria d'Arte Nazionale e il Museo Nazionale hanno entrambi sede a Vaduz. Il principale museo della capitale, il Kunstmuseum Liechtenstein, è un museo d'arte moderna e contemporanea che accoglie la collezione privata dei principi, una parte della quale è in mostra permanente anche a Vienna. Lo stabile dove sono raccolte le opere è stato completato nel novembre del 2000 dagli architetti svizzeri Morger, Degelo e Kerez.
Altre strutture museali di rilievo nella capitale sono il Liechtensteinisches Landesmuseum (Museo Nazionale del Liechtenstein), che mostra un'esibizione permanente relativa alla cultura ed alla storia naturale del Principato, assieme ad un museo del servizio postale locale (Postmuseum) ed uno dedicato allo sport dello sci (Engländerbau).

## Economia

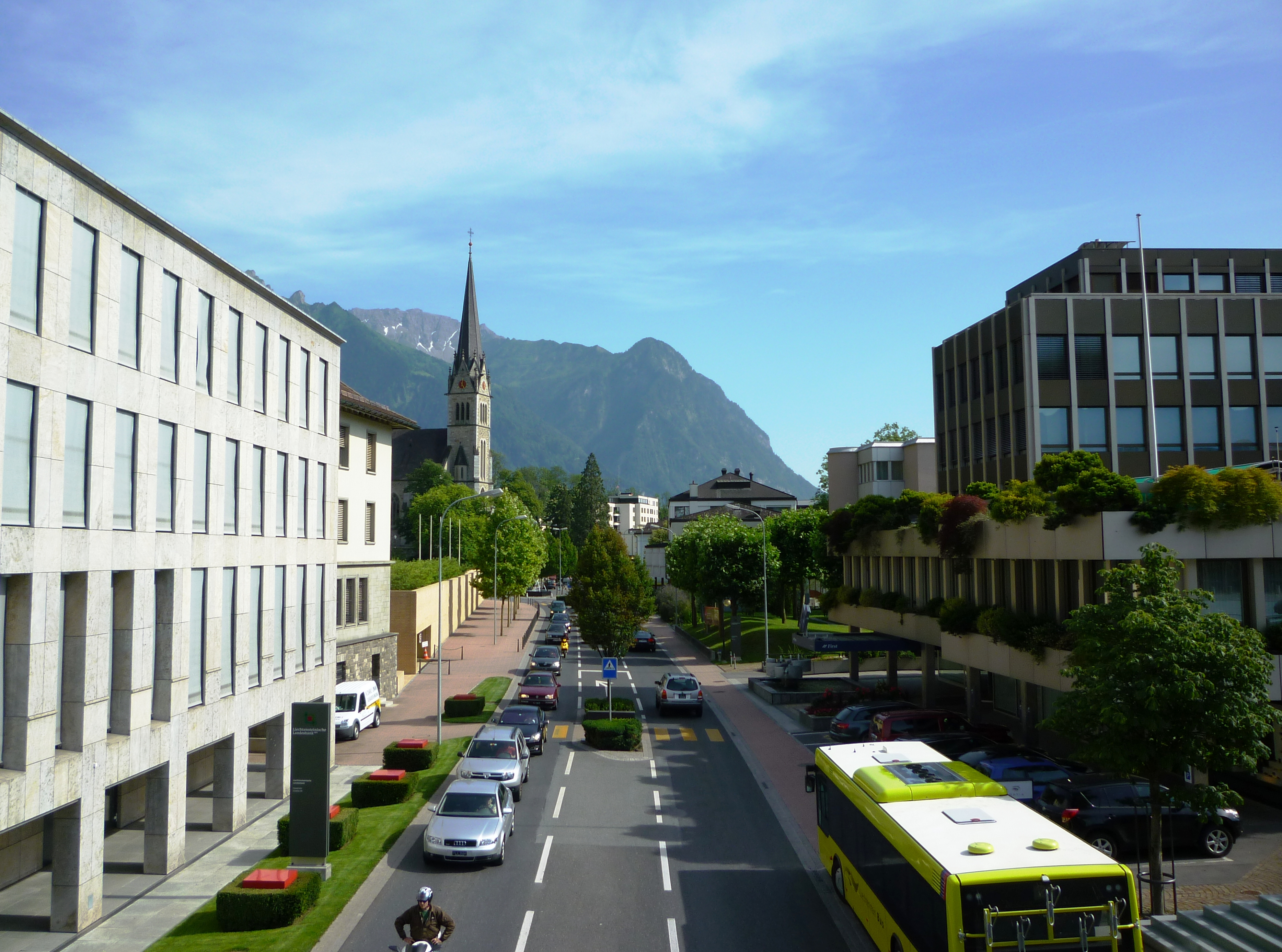
Il centro storico di Vaduz

Vaduz possiede un'industria essenzialmente basata sul turismo, malgrado sia una delle poche capitali al mondo senza un aeroporto né una stazione ferroviaria (la più vicina si trova a 2 km di distanza dal centro della capitale, presso il villaggio di Schaan), pur essendo previste delle fermate straordinarie per alcuni convogli.
È sede di numerosi uffici finanziari e banche ed è considerata la capitale di uno dei più floridi paradisi fiscali. Molte sono le aziende che hanno scelto di porre a Vaduz la propria sede fiscale, mentre altre, come Hoval o Hilti, sono aziende storiche nate proprio sul territorio. Nel 2014 sono stati registrati 10 000 posti di lavoro all'interno della città. Vaduz dispone anche di una propria centrale elettrica.
Ricca di locali, alcuni dei quali risalenti al periodo della Belle Époque (quando Vaduz risentiva dei fasti della vicina Vienna), è stata sede di salotti culturali in cui si ritrovavano filosofi, poeti e musicisti. Lo scoppio della Grande Guerra pose fine a questo mondo e il tramonto del secolare impero asburgico spinse Vaduz all'alleanza doganale con la Svizzera.

## Infrastrutture e trasporti
A livello stradale, Vaduz non dispone di grandi reti di comunicazione; tuttavia la città è posta nelle vicinanze della A13 che conduce in Svizzera (verso i comuni di Sevelen e San Gallo) lungo la riva sinistra del Reno.
La stazione di Schaan-Vaduz, sulla ferrovia Feldkirch-Buchs, è la stazione ferroviaria più vicina e dispone di collegamenti regionali. Altre stazioni nei pressi della capitale sono quelle di Sargans, Buchs e Feldkirch. Le connessioni con le principali linee ferroviarie dell'area sono attuate grazie alla Liechtenstein Bus.
L'aeroporto più vicino è quello di Zurigo, posto a 120 km da Vaduz.

## Amministrazione

### Sindaci
| Numero | Nome                                | Inizio | Fine      | Partito |
| ------ | ----------------------------------- | ------ | --------- | ------- |
| 1      | Alois Rheinberger (I) (1836-1901)   | 1864   | 1870      |         |
| 2      | Josef Anton Amann (I) (1823-1891)   | 1870   | 1873      |         |
| 3      | Felix Real (1822-1876)              | 1873   | 1876      |         |
| 4      | Alois Rheinberger (II) (1836-1901)  | 1876   | 1879      |         |
| 5      | Josef Anton Amann (II) (1823-1891)  | 1879   | 1885      |         |
| 6      | Meinrad Ospelt (1844-1934)          | 1885   | 1888      |         |
| 7      | Alois Rheinberger (III) (1836-1901) | 1888   | 1894      |         |
| 8      | Reinold Amann (1849-1936)           | 1894   | 1897      |         |
| 9      | Adolf Real (I) (1858-1916)          | 1897   | 1900      |         |
| 10     | Alois Seeger (1868-1931)            | 1900   | 1903      |         |
| 11     | Adolf Real (II) (1858-1916)         | 1903   | 1909      |         |
| 12     | Franz Josef Wachter (1850-1923)     | 1909   | 1912      |         |
| 13     | Adolf Real (III) (1858-1916)        | 1912   | 1916      |         |
| 14     | Gustav Ospelt (1877-1934)           | 1916   | 1921      | FBP     |
| 15     | Josef Gassner (1873-1943)           | 1921   | 1927      | FBP/VU  |
| 16     | Bernhard Risch (I) (1879-1962)      | 1927   | 1930      | FBP     |
| 17     | Ludwig Ospelt (I) (1882-1949)       | 1930   | 1933      | FBP     |
| 18     | Bernhard Risch (II) (1879-1962)     | 1933   | 1936      | FBP     |
| 19     | Ludwig Ospelt (II) (1882-1949)      | 1936   | 1942      | FBP     |
| 20     | David Strub (1897-1985)             | 1942   | 1966      | FBP     |
| 21     | Meinrad Ospelt (1906-1983)          | 1966   | 1972      | FBP     |
| 22     | Hilmar Ospelt (1929-2020)           | 1972   | 1980      | FBP     |
| 23     | Arthur Konrad (1934)                | 1980   | 1995      | FBP     |
| 24     | Karlheinz Ospelt (1961)             | 1995   | 2007      | VU      |
| 25     | Ewald Ospelt (1960)                 | 2007   | 2019      | FBP     |
| 26     | Manfred Bischof (1973)              | 2019   | 2023      | FBP     |
| 27     | Petra Miescher (1971)               | 2023   | 2024      | VU      |
| 28     | Florian Meier (1988)                | 2024   | in carica | FBP     |

## Sport

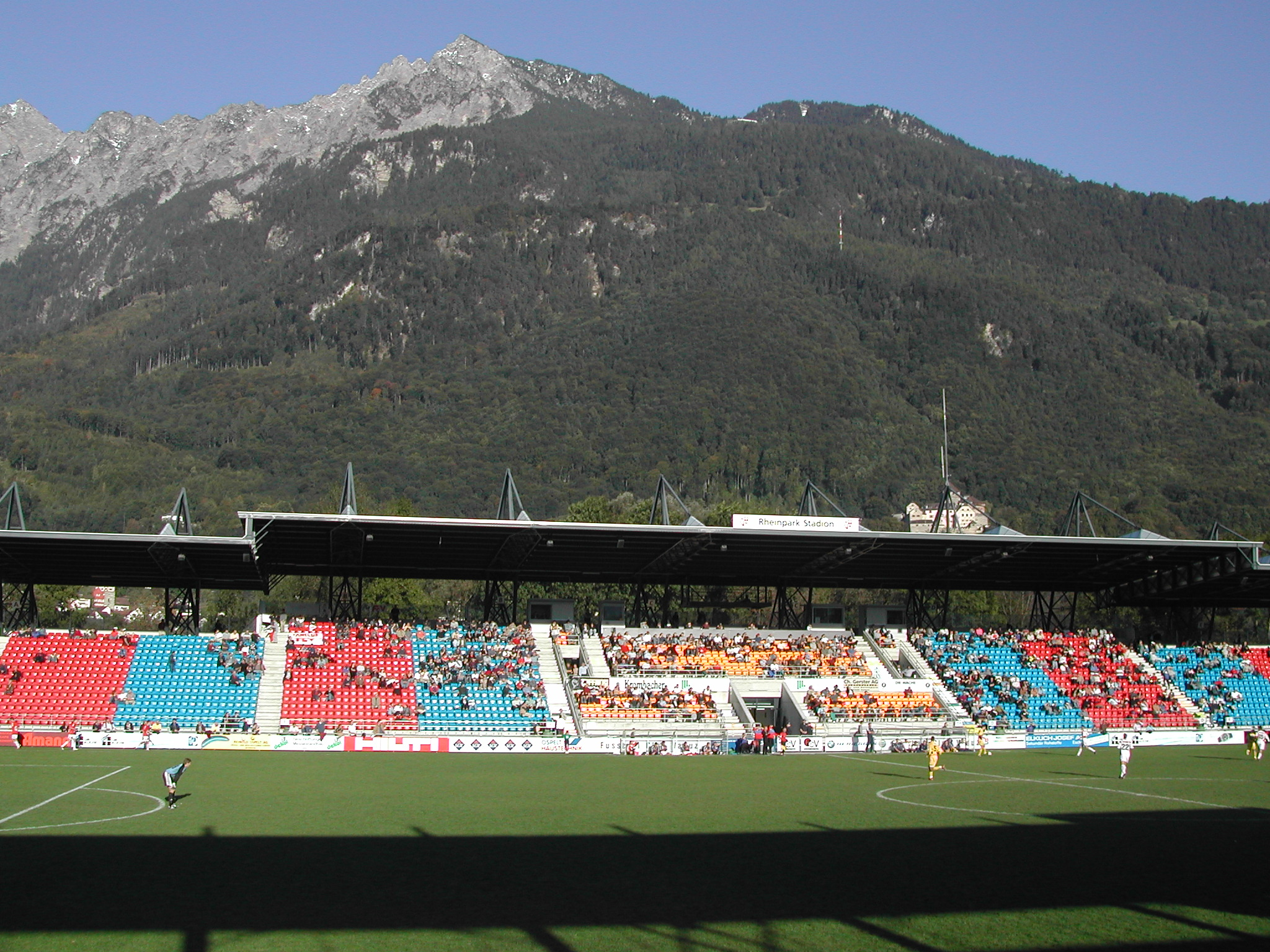
Il Rheinpark Stadion

La squadra locale di calcio, l'FC Vaduz, partecipa al campionato di calcio svizzero e milita in Super League, la prima divisione. È anche la principale squadra professionistica di calcio del paese; le sue partite casalinghe si svolgono nel locale Rheinpark Stadion (7 800 posti a sedere), che è lo stadio nazionale del Liechtenstein. Inoltre l’FC Vaduz è la squadra ad aver vinto più Liechtensteiner-Cup, 49 in tutto, unica competizione nazionale.

## Galleria d'immagini

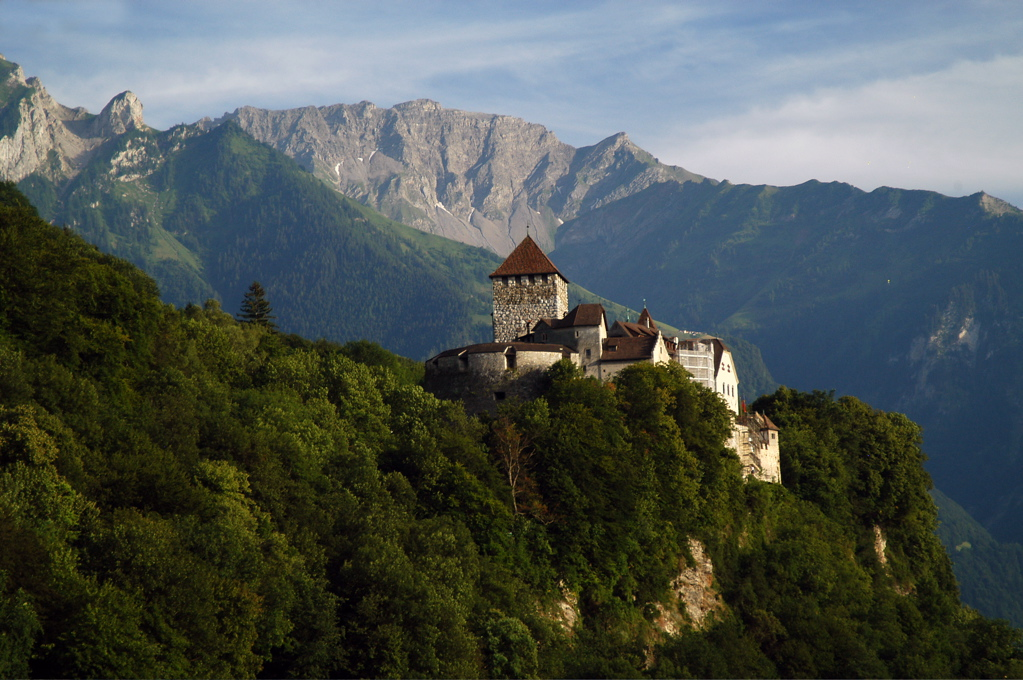
Castello di Vaduz
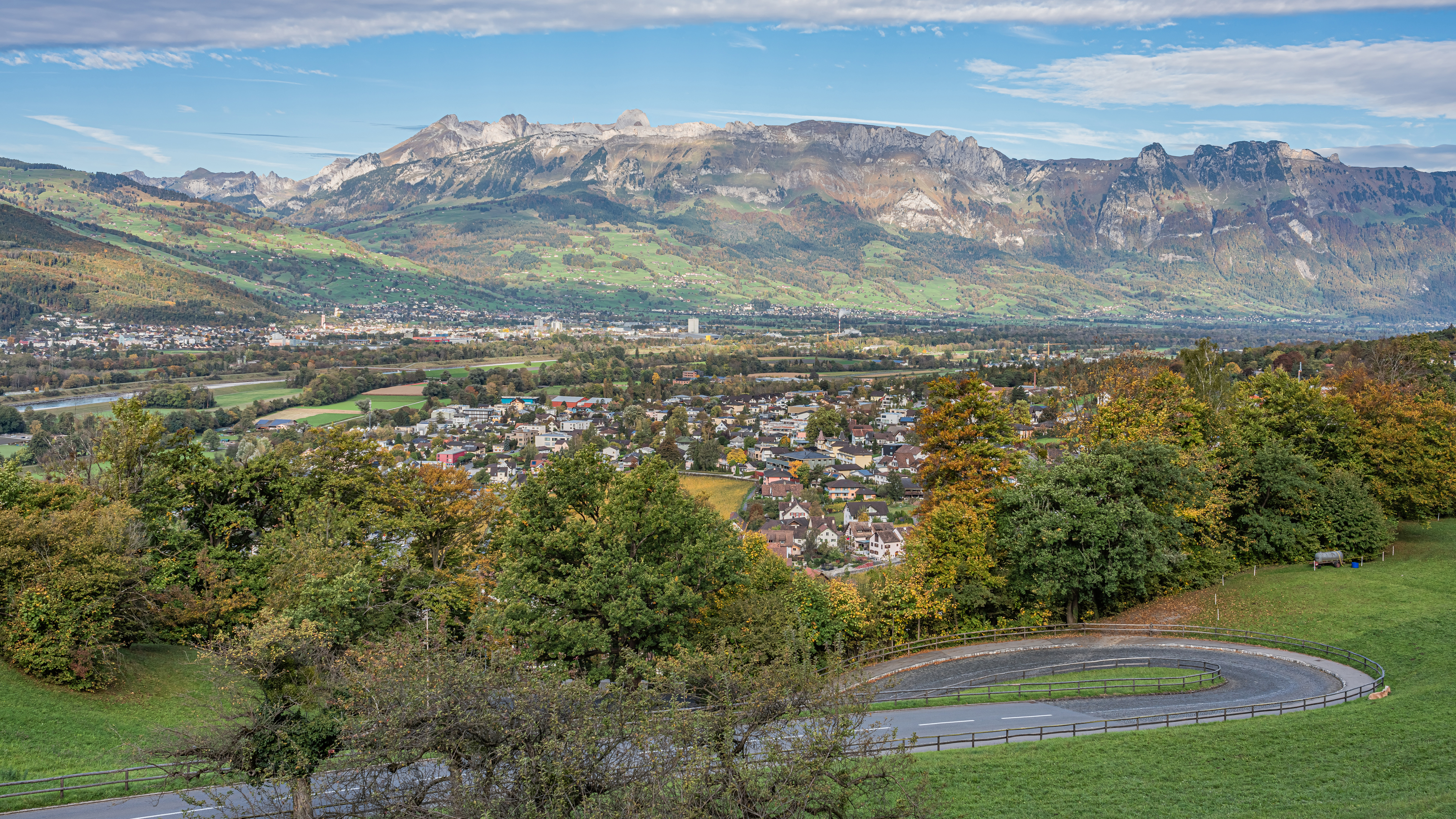
Centro storico di Vaduz
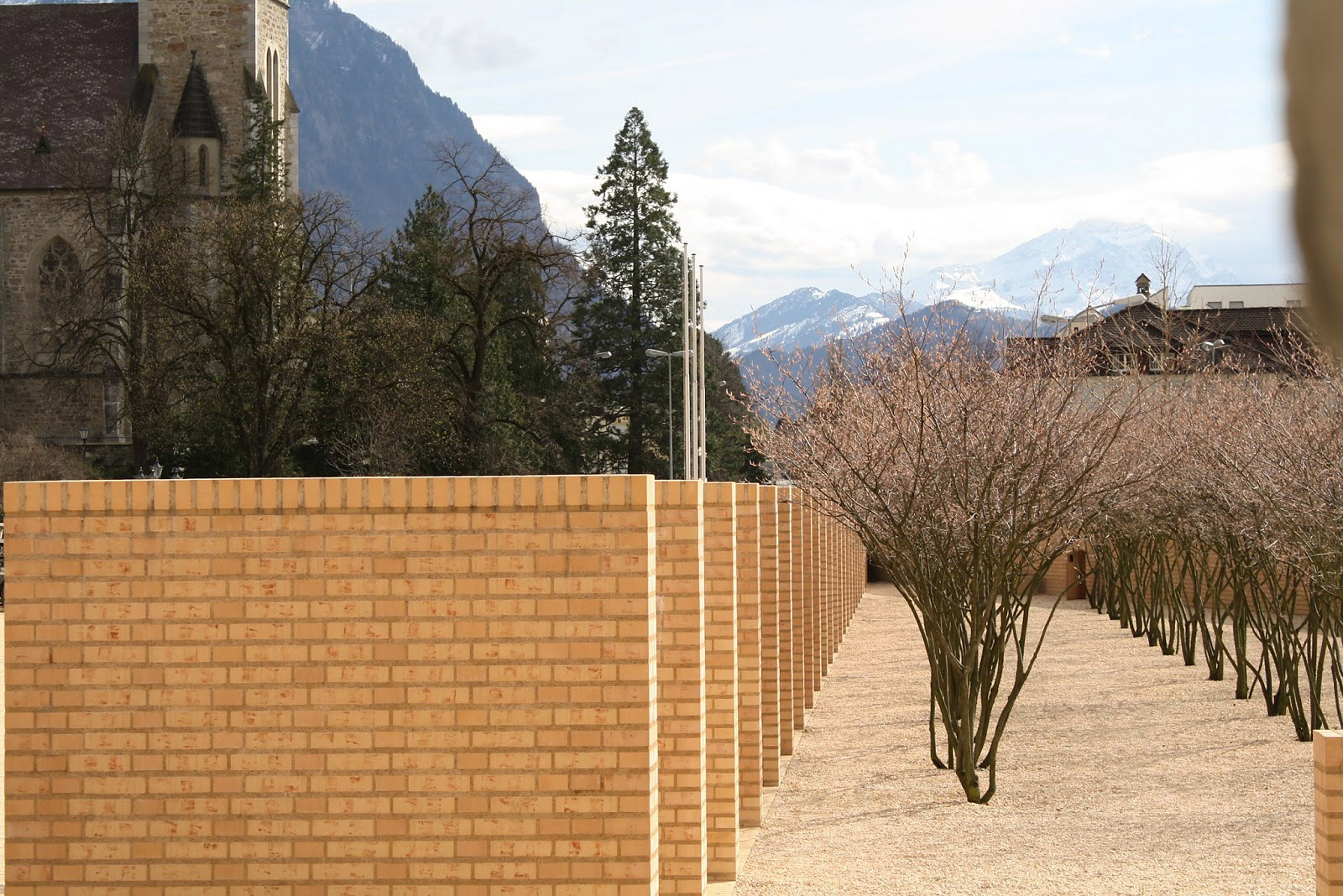
Giardini nel centro storico di Vaduz
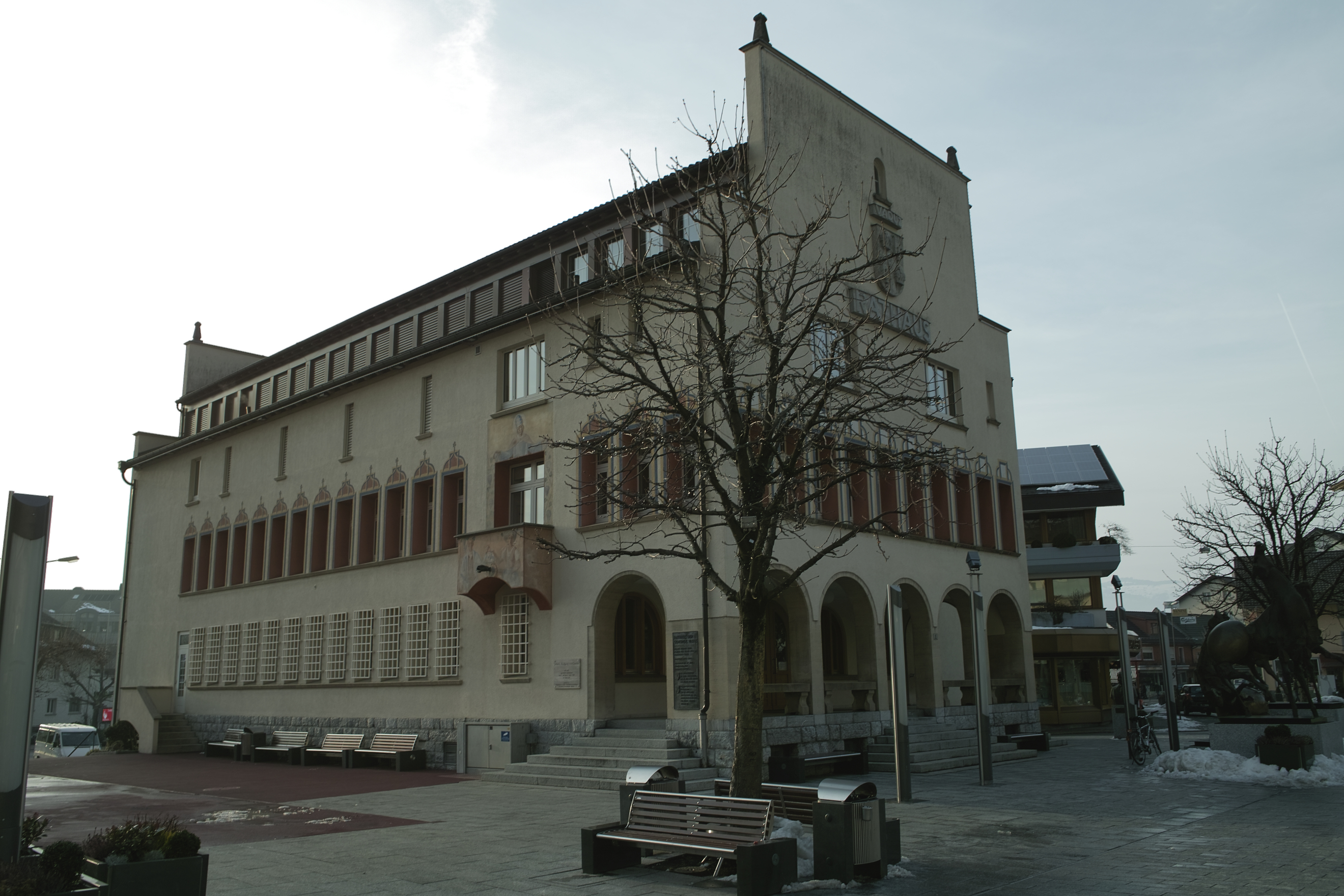
Il municipio (Rathaus)
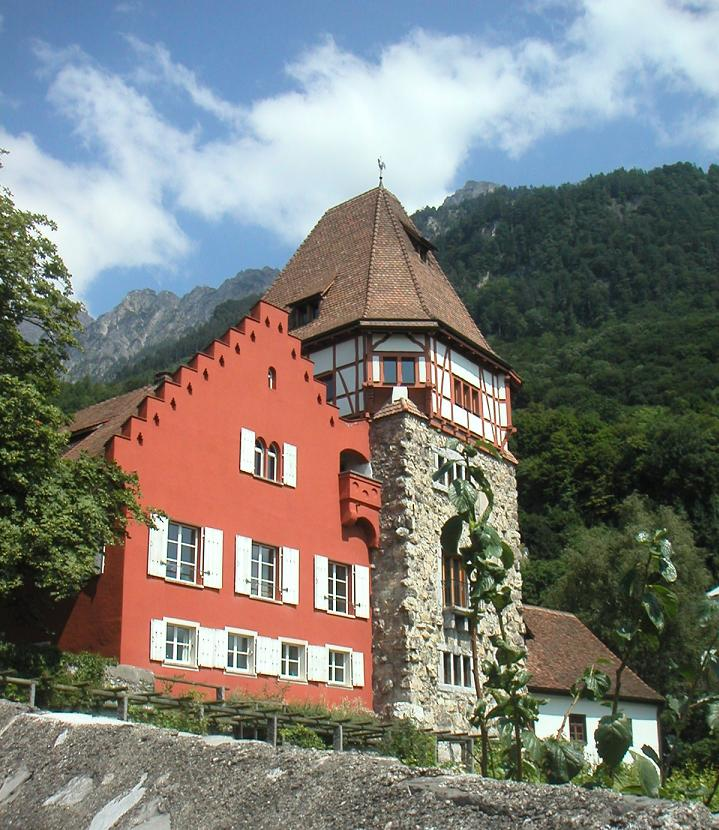
La Casa Rossa
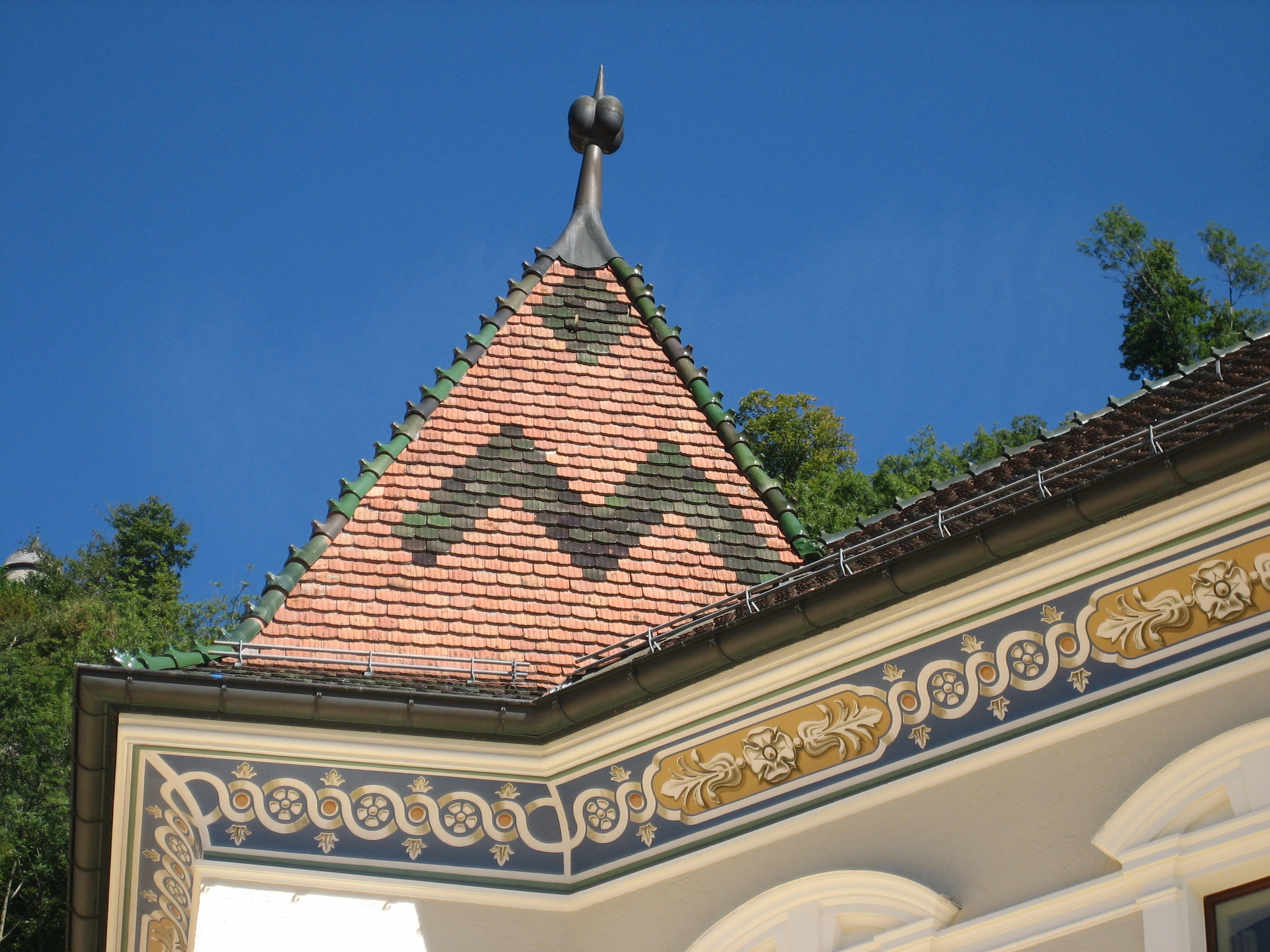
Particolare del Palazzo del Governo
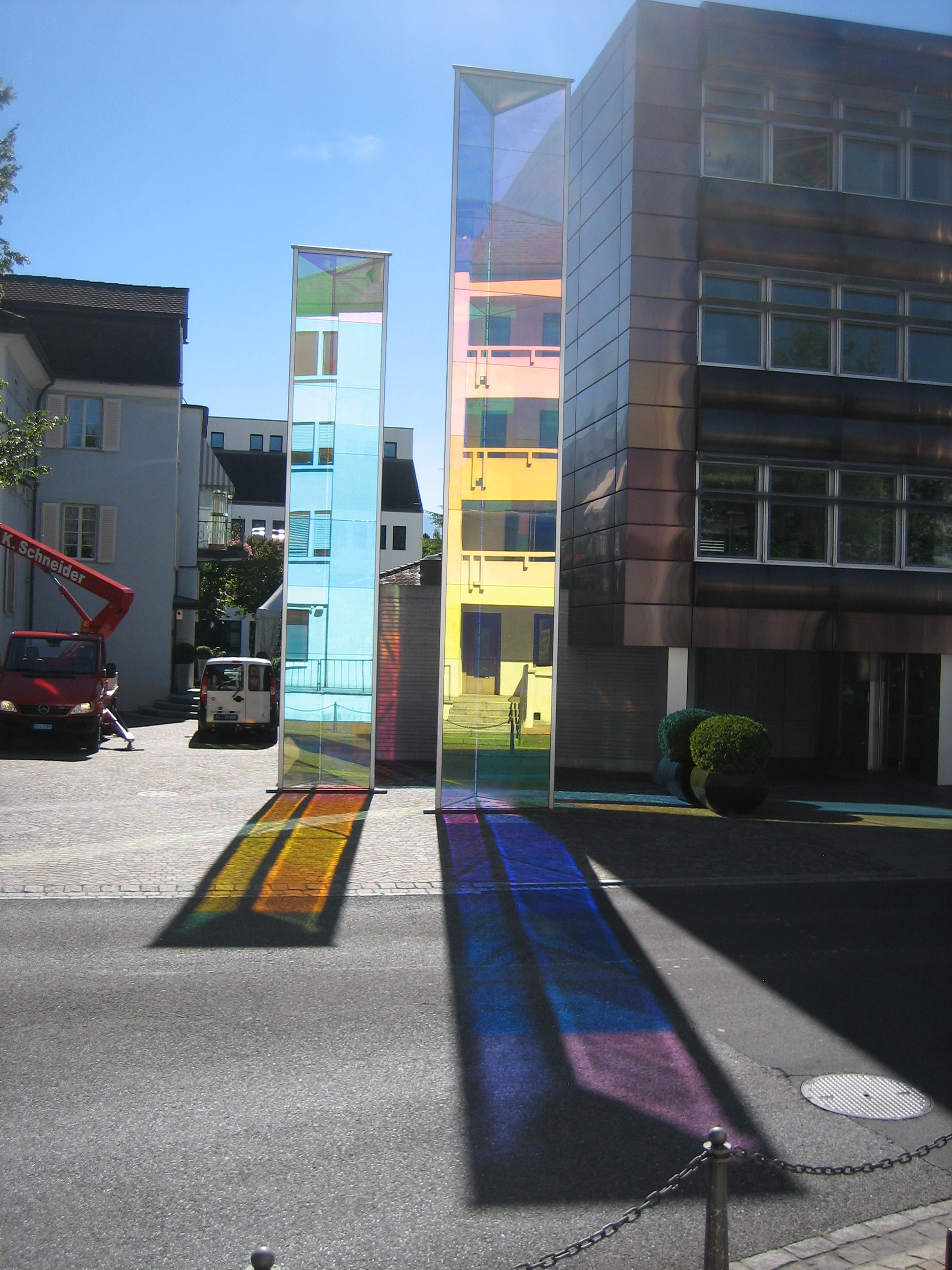
Palazzi sulla Kirchstrasse